# نجاركلا (مقاطعة تشالوس)
نجاركلا (بالفارسية: نجارکلا) هي قرية تقع في قسم كلارستاق الغربي الريفي (مقاطعة تشالوس) في إيران. يقدر عدد سكانها بـ 314 نسمة بحسب إحصاء 2016.